# Michelle Alozie
Michelle Chinwendu Alozie (Apple Valley, California; 28 de abril de 1997) es una futbolista nigeriana nacida en Estados Unidos. Juega como delantera en el Houston Dash de la National Women's Soccer League de Estados Unidos. Es internacional con la selección de Nigeria.

## Biografía
Alozie nació y creció en Apple Valley, California, de padres nigerianos del estado de Imo. Asistió a la escuela secundaria Granite Hills en su ciudad natal.
Alozie asistió a la Universidad de Yale en New Haven, Connecticut y formó parte de su equipo de fútbol universitario, los Bulldogs de Yale. Sufrió un desgarro del ligamento cruzado anterior que terminó con su última temporada transfiriéndose luego como graduada a la Universidad de Tennessee para continuar jugando en los Tennessee Volunteers.

## Trayectoria
Tras registrarse para el draft de la NWSL de 2019 y no ser seleccionada, Alozie firmó para el BIIK Kazygurt, campeones defensores de la Liga de Kazajistán, en enero de 2020. Jugó para el equipo durante tres meses antes de que la pandemia de COVID-19 terminara la temporada, con lo cual regresó a California.
En 2021, Alozie se incorporó al Houston Dash de la National Women's Soccer League de Estados Unidos como jugadora de prueba sin contrato, uniéndose a su amiga de la infancia Ally Prisock. Debutó con su nuevo equipo en los playoffs de la temporada 2022. En diciembre de 2022, firmó una extensión de contrato de dos años con el Dash.

## Clubes
| Club          | País           | Año             |
| ------------- | -------------- | --------------- |
| BIIK Kazygurt | Kazajistán     | 2020            |
| Houston Dash  | Estados Unidos | 2021 - presente |